# 斯科特冰川 (東部南極洲)
66°30′S 100°20′E / 66.500°S 100.333°E
斯科特冰川是南極洲的冰川，全長超過32公里，寬11.3公里，最終在登曼冰川和米爾島之間注入南極洲沿岸，由1911至1914年探險隊發現，以船長羅伯特·斯科特命名。